# 溫吉興
溫吉興（1970年—），台灣劇場工作者、演員。畢業於文化大學美術系，1993年加入臨界點劇象錄劇團，2010年創辦「小劇場學校」，推廣非營利的劇場進修課程。

## 生平
溫吉興自小於台東太麻里長大。溫吉興的爺爺為新竹關西客家人，遷移至台東鹿野居住。
溫吉興上了大學後，就讀文化大學美術系國畫組，也在此時進到話劇社，開啟了對表演的興趣。1993年，因為看了田啟元編導的《平方》而加入臨界點劇象錄劇團，演出田啟元代表作《白水》。1996年，溫吉興入伍服役，同一年田啟元離世，對溫吉興影響很大，溫吉興當兵放假期間常跑至臨界點待著。2006年，臨界點正式結束營運。
2004年至2011年間，溫吉興曾經營個人部落格「劇場猩猩」，累積許多關於演員自覺的筆記。
2010年，溫吉興邀請張吉米、王瑋廉、林文尹、李建隆等人成立小劇場學校，提供初入表演藝術工作者，學習進修的機會。
2021年，接受吳耀東的紀錄，成為其紀錄片作品《站在那裡》的主角之一。

## 演出作品

### 舞台劇
- 《一個少尉軍官和他的二十二道金牌》
- 《白水》(演出第一版法海一角)
- 《目連戲》
- 《阿女‧白色瑪格麗特》
- 《藍飛機》
- 《自話》
- 《繁花聖子》
- 《強尼強納森》
- 《魔法師第一話》
- 《特洛伊的謬思》
- 《陽台》
- 《范天寒和他的弟兄們》[9]

### 電視劇
| 年份 | 電視台                                  | 劇名                       | 飾演     |
| ---- | --------------------------------------- | -------------------------- | -------- |
| 2006 | 客家電視台                              | 《幸福派出所》             |          |
| 2006 | 客家電視台                              | 《戀戀舊山線》             |          |
| 2008 | 客家電視台                              | 《彩色寧靜海》             | 蕭如松   |
| 2008 | 客家電視台                              | 《大將徐傍興》             |          |
| 2009 | 客家電視台 八大戲劇台 HiHD頻道          | 《月滿水沙漣》             | 陳聰在   |
| 2010 | 客家電視台                              | 《源》                     |          |
| 2011 | 客家電視台                              | 《醬園生》                 | 王老闆   |
| 2012 | 客家電視台 公視HD台                     | 《黃金稻浪》               | 吳永泰   |
| 2013 | 東森幼幼台                              | 《萌學園5異界對決》        | 達諾長老 |
| 2014 | 大愛電視台                              | 《超級台傭》               | 蘇金塗   |
| 2015 | 大愛電視台                              | 《愛的真諦》               | 杜醫師   |
| 2016 | 客家電視台 星衛娛樂台 公視3台           | 《谷風少年》               | 馬建銘   |
| 2016 | 客家電視台                              | 《明天一起去樂園》         | 呂政雄   |
| 2018 | 客家電視台                              | 《台北歌手》               | 蘇新     |
| 2019 | 客家電視台                              | 《日據時代的十種生存法則》 | 阿比     |
| 2019 | 客家電視台                              | 《烏陰天的好日子》         | 蔡遠     |
| 2020 | 大愛電視台                              | 《大愛劇場-殷緣天成》      | 陳明褔   |
| 2021 | 公視主頻                                | 《茶金》                   | 范友義   |
| 2021 | 公視主頻 華視主頻 東森戲劇台 TVBS歡樂台 | 《天橋上的魔術師》         | 蓋爸     |
| 2021 | 大愛電視台                              | 《阿芬的幸福修練》         | 阿池     |
| 2021 | 大愛電視台                              | 《姊姊向前衝》             | 林明竹   |
| 2021 | 客家電視台                              | 《光的孩子》               | 鳳霞表親 |
| 2022 | Disney+                                 | 《台北女子圖鑑》           | 林松柏   |
| 2022 | 大愛電視台                              | 《先生娘》                 | 盧茹醫師 |
| 2024 | 公視台語台                              | 《鹽水大飯店》             | 阿芳師   |
| 2024 | 華視、公視台語台                        | 《無罪推定》               | 雁青父   |
| 2025 | 大愛電視台                              | 《生日快樂》               |          |
| 2025 | 公視主頻                                | 《化外之醫》               | 簡義興   |
| 2025 | 大愛電視台                              | 《院長爸爸》               | 昭瑜父   |

### 短片/迷你劇集
| 年份 | 電視台     | 劇名                                     | 飾演 |
| ---- | ---------- | ---------------------------------------- | ---- |
| 2006 | 客家電視台 | 《肉身蛾》                               |      |
| 2008 | 公視主頻   | 《公視人生劇展－生命狂想曲》             |      |
| 2008 | 公視主頻   | 《公視人生劇展－Follow You Wrong跟著你》 |      |
| 2012 | 公視主頻   | 《公視人生劇展－媽媽的願望》             |      |
| 2015 | 客家電視台 | 《已讀不回》                             |      |
| 2018 |            | 《鑰匙》                                 |      |
| 2021 | 客家電視台 | 《神秘列車》                             |      |

### 電影
| 年份 | 導演   | 劇名                                | 飾演   |
| ---- | ------ | ----------------------------------- | ------ |
| 1995 | 陳若菲 | 《強迫曝光》 （页面存档备份，存于） |        |
| 2013 | 徐麗雯 | 《到站》                            |        |
| 2016 | 游堅煜 | 《黑白》                            | 離婚男 |
| 2020 | 陸慧綿 | 《迷走廣州》                        | 爸爸   |
| 2022 | 陳奕甫 | 《罪後真相》                        | 莊總編 |

## 外部連結
溫吉興的個人部落格「劇場猩猩」